# Katharina Haudum

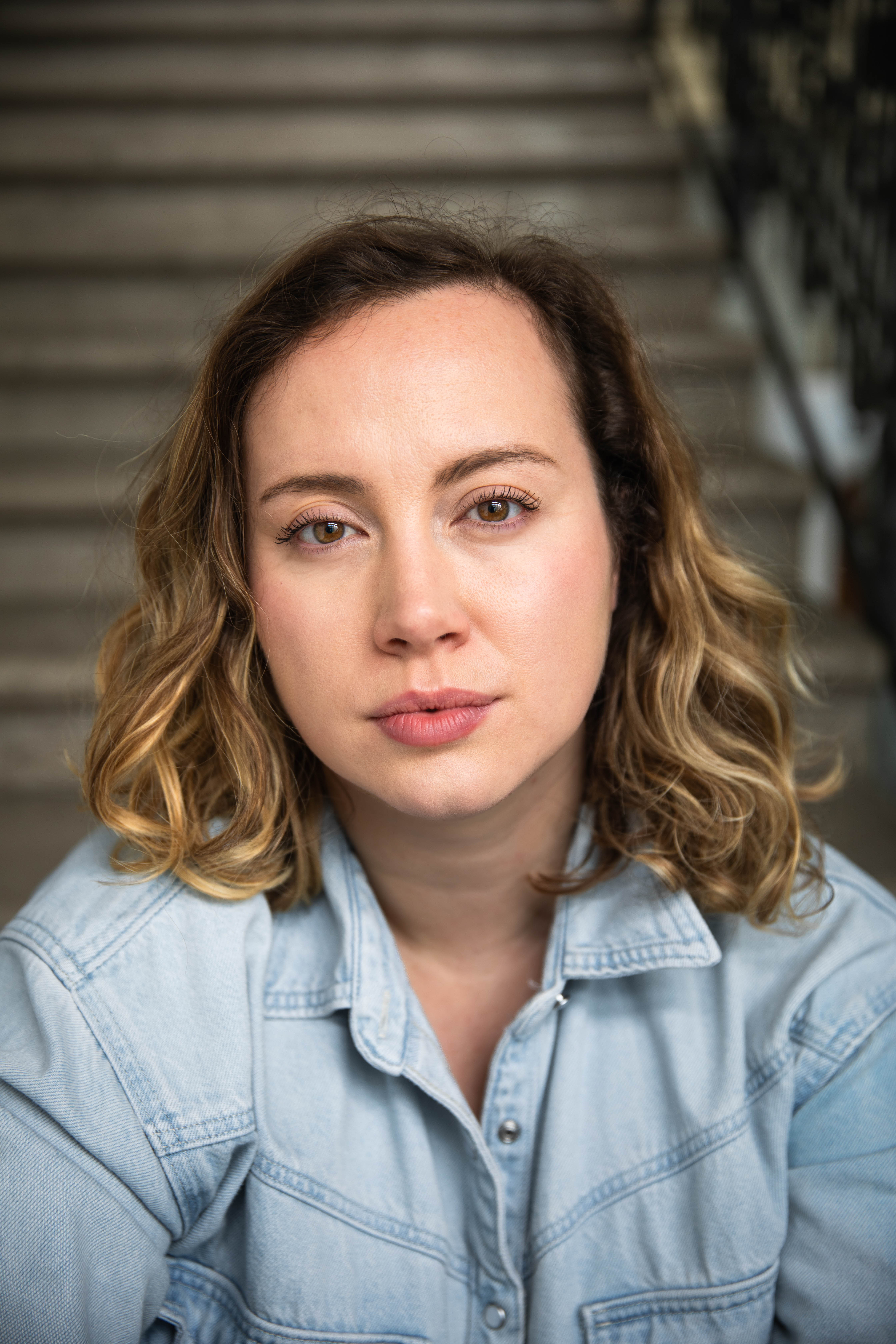
Katharina Haudum (2024)

Katharina Haudum (* 1990 in Bad Leonfelden, Oberösterreich) ist eine österreichische Schauspielerin.

## Leben
Katharina Haudum besuchte  die Musical Theatre Academy in Puchenau, außerdem erhielt sie privaten Schauspielunterricht. 2010 begann sie ein Schauspielstudium am Max Reinhardt Seminar, das sie 2014 erfolgreich beendete. Rollenunterricht erhielt sie unter anderem bei Regina Fritsch und Nicholas Ofczarek.
2007 hatte sie ihre erste Hauptrolle als junge Hilde im Stück Fleisch von Felix Mitterer bei den Burgfestspielen Reichenau auf der Burgruine Reichenau. Im Sommer 2013 war sie bei den Sommerspielen Perchtoldsdorf in der Rolle der Marja Antonowna im Revisor zu sehen. In der ORF/ZDF-Koproduktion Der Wagner-Clan. Eine Familiengeschichte verkörperte sie 2013 die Rolle der Winifred Wagner, die Schwiegertochter von Richard Wagner.
2016 spielte sie in der zweiten Staffel der Vorstadtweiber die Rolle der Krankenschwester Melanie, im Fernsehfilm Bergfried hatte sie an der Seite von Peter Simonischek eine Hauptrolle. Außerdem stand sie 2016 für die fünfte Staffel von Schnell ermittelt in der Rolle der Flora Morawetz von der Spurensicherung vor der Kamera.
In der Fernsehdokumentation Die Unbeugsamen – Drei Frauen und ihr Weg zum Wahlrecht (2019) von Beate Thalberg aus der Reihe Universum History verkörperte sie die Rolle der Adelheid Popp.
2022 absolvierte sie eine Ausbildung zur Intimitätskoordinatorin in Berlin. 2023 fungierte sie bei der ARD/ORF-Serie Kafka von David Schalko, dem Kinofilm What a Feeling und bei der Amazon-Prime-Video-Serie Beasts Like Us als Intimitätskoordinatorin.

## Filmografie (Auswahl)

### Als Schauspielerin
- 2013: Liebemacht (Regie: Dieter Berner)
- 2013: Der Wagner-Clan. Eine Familiengeschichte (Fernsehfilm)
- 2015: SOKO Wien – Der Kronzeuge (Fernsehserie)
- 2016: Vorstadtweiber (Fernsehserie)
- 2016: Bergfried (Fernsehfilm)
- 2017: Tatort: Schock (Fernsehreihe)
- 2017–2018: Schnell ermittelt (Fernsehserie)
- 2017: SOKO Kitzbühel – Mord auf Raten (Fernsehserie)
- 2017: Die Migrantigen (Kinofilm)
- 2018: Kommissarin Heller – Vorsehung (Fernsehreihe)
- 2018: Glauben, Leben, Sterben
- 2018: Landkrimi – Achterbahn (Fernsehreihe)
- 2019: M – Eine Stadt sucht einen Mörder (Miniserie)
- 2019: Universum History – Die Unbeugsamen – Drei Frauen und ihr Weg zum Wahlrecht (Fernsehdokumentation)
- 2020: Wischen ist Macht – Ab in den Keller (Fernsehserie)
- 2020: SOKO Köln – Romance (Fernsehserie)
- 2021: Der Bozen-Krimi: Mord am Penser Joch (Fernsehreihe)
- 2022: Totenfrau (Fernsehserie)
- 2023: Neue Geschichten vom Franz
- 2024: Pfau – Bin ich echt?

### Als Intimitätskoordinatorin
- 2023: HADES – Eine (fast) wahre Geschichte aus der Unterwelt
- 2024: Beasts Like Us (Fernsehserie)
- 2024: Kafka (Fernsehserie)
- 2024: What a Feeling
- 2024: Blind ermittelt – Tod im Kaffeehaus (Fernsehreihe)
- 2024: Landkrimi: Steirergift (Fernsehreihe)
- 2024: Der Vierer
- 2024: Landkrimi – Steirermord (Fernsehreihe)
- 2025: Mother’s Baby
- 2025: How to Be Normal and the Oddness of the Other World
- 2025: Mädchen Mädchen